# Jordan Thompson
Jordan Thompson (Sydney, 20 de Abril de 1994) é um tenista profissional australiano. Seu maior ranking de simples da carreira é o N° 32 da ATP, alcançado em 26 de fevereiro de 2024. Já nas duplas, seu maior ranking da carreira é o N° 36 da ATP, alcançado em 6 de maio de 2024.

## Carreira Profissional
Em 2013, Thompson fez sua estreia no circuito profissional no qualificatório para o ATP 250 de Sydney, onde ele perdeu para o número 81 do mundo Guillermo García-López. Posteriormente, depois de receber um wildcard, ele ganhou sua primeira partida profissional no qualificatório para o Australian Open de 2013 contra o tenista francês Nicolas Renavand. Mas na sequência, ele perdeu na segunda rodada para o norte-americano Ryan Sweeting. Posteriormente, Thompson, então qualificado, fez a segunda rodada do Challenger McDonald's Burnie International perdendo para o australiano John Millman. No restante do ano ele jogou principalmente os torneios Futures, onde fez três finais, sendo que dessas ganhou 2 títulos e foi vice-campeão em outra. Em 15 de dezembro de 2013, Thompson ganhou um wildcard para disputar o Grand Slam do Aberto da Austrália de 2014. Ele terminou 2013 como 320 colocado do ranking da ATP.

### 2014
Thompson começou 2014 disputando o qualificatório para o ATP 250 de Brisbane, onde perdeu na primeira rodada para o japonês Tatsuma Ito. Em seguida, Thompson perdeu em 5 sets para o número 21 do mundo Jerzy Janowicz na primeira rodada do Aberto da Austrália por 6-1 6-4, 4-6, 2-6 e 1-6 . Em 21 de janeiro, Thompson foi anunciada na equipe australiana da Copa Davis.
Em maio, Thompson fez a semifinal do China International Challenger, que elevou sua classificação para nº 277 do ranking. Em agosto, Thompson fez a sua primeira final em um Challenger, mas perdeu para Chung Hyeon em Banguecoque. Isso aumentou ainda mais o seu ranking para o n° 219. De setembro a novembro, Thompson competiu em oito torneios Challengers na China, EUA, Austrália e Japão. Em dezembro, Thompson ganhou o wildcard para jogar novamente Aberto da Austrália.

### 2015
Thompson ganhou um wild card para o Aberto da Austrália de 2015, mas perdeu na rodada primeira rodada para João Sousa. Depois, ele então jogou no Hong Kong Challenger e o Challenger McDonald's Burnie International, mas perdeu na primeira rodada em ambos. Em fevereiro, Thompson fez a semifinal do Challenger Launceston antes de jogar em torneios Challenger no Japão e na China. Thompson ganhou seu primeiro título Challenger de Duplas com Benjamin Mitchell em Shimadzu Challenger. Em março, Thompson voltou para a Austrália, onde ele ganhou o título F4 ITF. Em maio, Thompson perdeu na rodada primeira rodada da fase de qualificação para o Torneio de Roland-Garros. Em junho, Thompson voltou-se para a grama onde perdeu na primeira rodada de Manchester Challenger e na fase de qualificação para o Ilkley Challenger. Ele entrou no top 200 mundial no dia 24 agosto, com uma classificação de 193 da ATP. Em outubro, Thompson fez as finais do Ho Chi Minh City e Traralgon Challengers, aumentando ainda mais o seu ranking. Ele terminou o ano como 154 ranking da ATP.

### 2016
Thompson começou o ano de 2016 na Nova Caledônia, onde fez a semifinal. Em seguida ele recebeu um wild card e disputou o ATP 250 de Sydney, onde ele marcou sua primeira vitória no ATP World Tour, quando seu adversário Martin Klizan desistiu do jogo quando perdia por 6-2 e 4-0. Mas na segunda rodada, Thompson perdeu para o compatriota Bernard Tomic por 2-6 e 2-6. Posteriormente, o tenista brasileiro Thomaz Bellucci, então 37 do mundo, venceu Jordan Thompson em duelo válido pela primeira rodada do Aberto da Austrália, por 3 sets a 0, com parciais de 6-2, 6-3 e 6-2.

#### Rio 2016
Em simples, ele perdeu na primeira rodada para o britânico Kyle Edmund, por 6-4, 6-2.

## Finais na ATP

### Simples: 1 (1 vice)
| Legenda                           |
| --------------------------------- |
| Grand Slam tournaments (0–0)      |
| ATP World Tour Finals (0–0)       |
| ATP World Tour Masters 1000 (0–0) |
| ATP World Tour 500 Series (0–0)   |
| ATP World Tour 250 Series (0–1)   |

| Títulos por superfície |
| ---------------------- |
| Duro (0–0)             |
| Saibro (0–0)           |
| Grama (0–1)            |

| Títulos por configuração |
| ------------------------ |
| Outdoor (0–1)            |
| Indoor (0–0)             |

| Resultado | V–D | Data     | Torneio                                           | Tipo       | Superfície | Oponente         | Placar        |
| --------- | --- | -------- | ------------------------------------------------- | ---------- | ---------- | ---------------- | ------------- |
| Derrota   | 0–1 | Jun 2019 | Rosmalen Grass Court Championships, Países Baixos | 250 Series | Grama      | Adrian Mannarino | 6–7(7–9), 3–6 |

### Duplas: 1 (1 título)
| Legenda                           |
| --------------------------------- |
| Grand Slam tournaments (0–0)      |
| ATP World Tour Finals (0–0)       |
| ATP World Tour Masters 1000 (0–0) |
| ATP World Tour 500 Series (0–0)   |
| ATP World Tour 250 Series (1–0)   |

| Títulos por superfície |
| ---------------------- |
| Duro (1–0)             |
| Saibro (0–0)           |
| Grama (0–0)            |

| Títulos por configuração |
| ------------------------ |
| Outdoor (1–0)            |
| Indoor (0–0)             |

| Resultado | V–D | Data     | Torneio                           | Tipo       | Superfície | Parceiro           | Oponentes                 | Placar        |
| --------- | --- | -------- | --------------------------------- | ---------- | ---------- | ------------------ | ------------------------- | ------------- |
| Vitória   | 1–0 | Jan 2017 | Brisbane International, Austrália | 250 Series | Duro       | Thanasi Kokkinakis | Gilles Müller Sam Querrey | 7–6(9–7), 6–4 |

## Vitórias sobre jogadores top 10
| Temporada | 2013 | 2014 | 2015 | 2016 | 2017 | 2018 | 2019 | 2020 | 2021 | Total |
| Vitórias  | 0    | 0    | 0    | 0    | 1    | 0    | 0    | 0    | 0    | 1     |

| #    | Jogador     | Rank | Evento                             | Superfície | Rd | Placar        | JT Rank |
| ---- | ----------- | ---- | ---------------------------------- | ---------- | -- | ------------- | ------- |
| 2017 |             |      |                                    |            |    |               |         |
| 1.   | Andy Murray | 1    | Queen's Club, Londres, Reino Unido | Grama      | 1R | 7–6(7–4), 6–2 | 90      |